# Râușor, Bratia
Râușorul este un curs de apă, afluent al râului Bratia. 